# NGC 3737
NGC 3737 ist eine Linsenförmige Galaxie vom Hubble-Typ SB0 im Sternbild Großer Bär am Nordsternhimmel. Sie ist schätzungsweise 264 Millionen Lichtjahre von der Milchstraße entfernt und hat einen Durchmesser von etwa 60.000 Lichtjahren. Gemeinsam mit PGC 35811 bildet sie das Galaxienpaar Holm 266.

Im selben Himmelsareal befinden sich u. a. die Galaxien NGC 3733, NGC 3738, NGC 3759, IC 2943.
Das Objekt wurde am 14. April 1789 von Wilhelm Herschel entdeckt.